# Струве, Антон Себастьян фон
Антон Себастьян фон Струве, Антон Севастьянович Струве (нем. Anton Sebastian von Struve; 2 апреля 1729, Киль — 7 апреля 1802, Грайц) — российский и немецкий дипломат. Внук немецкого юриста Георга Адама Струве, основатель одной из ветвей рода Струве, давшей многих значительных политических и общественных деятелей в России и Германии.
В 1755 г. поступил на службу Гольштейн-Готторпского дома, исполнял дипломатические обязанности при императоре Петре III. После его свержения остался на русской службе. С 1773 г. занимал, в частности, должность российского посланника при регенбсургском рейхстаге; в 1790 г. его сменил его сын Иоганн Кристоф Густав. Другой сын, Генрих Кристоф Готфрид, также занимал дипломатические посты.
Погиб при пожаре, уничтожившем значительную часть города Грайц.